# كريستوفر دوهرتي
كريستوفر دوهرتي هو سياسي أمريكي، ولد في 25 مارس 1958. نشط حزبياً في الحزب الديمقراطي.